# Рита Чирези
Рита Чирези (на английски: Rita Ciresi) е американска писателка на бестселъри в жанра съвременен любовен роман.

## Биография и творчество
Рита Чирези е родена през 1961 г. в Ню Хейвън, Кънектикът, САЩ. Завършва Университета на Пенсилвания с магистърска степен по изящни изкуства. През 1980 г. се омъжва за Кевин Магий.
Първият ѝ сборник с разкази „Mother Rocket“ е публикуван през 1993 г. и е удостоен с наградата „Фланъри О'Конър“.
Първият ѝ роман „Blue Italian“ е публикуван през 1996 г. и става бестселър.
Родният ѝ град често служи за фон на нейните произведения.
Тя е преподавател по английски език и директор по творческо писане в Университета на Южна Флорида в Тампа, завежда онлайн програмата за магистри по изящни изкуства на университета, и е художествен редактор на литературното списание „2 Bridges Review“.
Участвала е в работа на Американската академия в Рим, Центъра за изобразителните изкуства във Вирджиния, Атлантическия център за изкуства, Художествения институт в Санта Фе, писателските семинари в Созопол и София, и в проектите на Фондация „Рагдейл“ в колонията на творците в Лейк Форест, Илинойс.
Рита Чирези живее със семейството си в Тампа, Флорида.

## Произведения

### Самостоятелни романи
- Blue Italian (1996)
- Pink Slip (1998)
Внезапна моногамия, изд.: Кръгозор, София (2005), прев. Росица Панайотова
- Remind Me Again Why I Married You (2003) – продължение на „Внезапна моногамия“
- Bring Back My Body to Me (2012)

### Сборници
- Mother Rocket (1993)
- Sometimes I Dream in Italian (2000)